# Шмидт, Андрей Николаевич
Андрей Николаевич Шмидт (5 [16] сентября 1772, Сауле, Жемайтское староство — неизвестно) — вахмистр Русской императорской армии, которого можно считать либо самым старым солдатом, либо долгожителем-самозванцем. Был неоднократно судим за мошенничество.

## Биография

### XVIII—XIX век
Андрей Шмидт родился 5 (16) сентября 1772 года в городе Сауле (Шавли) Жемайтского староства Великого княжества Литовского Речи Посполитой. После присоединения к Российской империи город входил в состав Литовской губернии, с 1801 в состав Виленской губернии, с 1843 — Ковенской губернии. Ныне город Шяуляй — административный центр Шяуляйского уезда Литвы.
6 (17) августа 1796 года записан кантонистом в Ревельский батальон.
Во всю свою долголетнюю службу принимал участие во многих походах и битвах. Участник Итальянского и Швейцарского походов Суворова, присутствовал на похоронах А.В. Суворова, Отечественной войны 1812 года, Битвы народов, входил в состав конвоя Наполеона, который доставил его на остров Эльбу, Русско-персидской войны (1826—1828), Русско-турецкой войны (1828—1829), подавления Польского восстания (1830). Ни разу не подвергался наказаниям.
В 1847 году оставил службу в Лейб-гвардии Гусарском Его Величества полку, но быстро выразил желание снова поступить на военную службу и был причислен вахмистром к 1-му драгунскому полку его высочества короля Вюртембергского. Участник подавления Венгерского восстания (1848—1849) и Крымской войны (был при взятии Силистрии и обороне Севастополя), участвовал в пленении Шамиля и взятии Гуниба.
В 1857 году, по слабости и болезни, был уволен от службы с ежегодной пенсией в 1200 рублей.
В 1859 году зачислен в дворцовые гренадеры. Участвовал в Русско-турецкой войне (1877—1878), был в битве при Горном Дубняке.
В отставку окончательно ушёл только в 1892 году с назначением ему пенсии в 1200 рублей.
В 1828 году ранен двумя пулями в правую ногу, в 1832 ранен в грудь сабельным ударом и в 1854 контужен, был виден шрам на голове.
С 62 лет он вдовец, и его единственный сын убит в Турецкую войну.

### Награды
Шмидт имел сорок знаков отличия, в т.ч.:
- Знак отличия Военного ордена 4-й степени — 25 ноября (6 декабря) 1798 года (учреждён 13 (25) февраля 1807 года).
- Знак отличия Военного ордена 3-й степени и серебряная медаль на Георгиевской ленте — октябрь 1812 года, за захват двух орудий при Малоярославцем и неприятельского знамени при Смоленске.
- Знак отличия Военного ордена 2-й степени и 500 рублей — за захват Турецкого штандарта при штурме Эривани в ходе Русско-персидской войны (1826—1828); орден прикрепил ему самолично граф И.Ф. Паскевич-Эриванский, а великий князь Михаил подарил ему 500 рублей.
- Знак отличия ордена Святой Анны — за двадцатилетнюю беспорочную службу.
- Серебряная медаль на Андреевской ленте — 1828 год, за взятие Тирасполя.
- Орден Святого Станислава (Польша) IV класса — 1831 год, за штурм Праги (предместье Варшавы).
- Медаль «За взятие приступом Варшавы» — в 1832 году.
- За двадцатипятилетнюю службу отличен серебряною медалью на Аннинской ленте с портретом его величества Государя Николая І и в том же году получил золотую медаль с изображением Государя Александра I.
- Медаль «За усмирение Венгрии и Трансильвании» — в 1848 году.
- Знак отличия Военного ордена 2-й степени — 1851 год, за спасение генерал-лейтенанта Г.А. Колпаковского.
- Знак отличия Военного ордена 1-й степени — 1855 год, за спасение контр-адмирала П.С. Нахимова при штурме Малахова кургана.
- Медаль «За покорение Чечни и Дагестана» — за взятие аула Гуниб и пленение Шамиля.

### В отставке (XX век)
В 1909 году ветеран ходил еще без посторонней помощи, только опираясь на палку, слышал хорошо, говорил внятно, но видел плохо и когда смотрел на часы, держал их совсем близко к глазам. По его словам, он никогда не употреблял спиртных напитков и не курил, а только любил нюхать табак. Был православного вероисповедания. Грамотный. Постоянно жил в Тифлисе.
Вахмистр Андрей Шмидт участвовал в праздниках полков, в которых служил, и путешествовал по Российской империи:
6 (19) июня 1908 года останавливался в Костроме на короткое время, проездом в Санкт-Петербург.
5 (18) сентября 1908 года остановился в Риге проездом в Варшаву на юбилей 1-го драгунского полка короля Виртембергского.
5 (18) июля 1909 года на пароходе «Гончаров» прибыл в Царицын из Сарапула. Ветерану в Царицыне собирали деньги, так как у него на пароходе «Гончаров» украли кошелёк с 270 рублями и ему было не на что продолжать путь.

### Арест
24 июля (6 августа) 1909 года в управление Харьковского полицмейстера явился неизвестный человек преклонного возраста, представившийся отставным вахмистром Андреем Николаевичем Шмидтом. Он прибыл из Тифлиса, где он присутствовал на 200-летии Нижегородского драгунского полка, в котором когда-то служил. По дороге же под Петровском его обокрали. Дежурный попросил его предъявить документы. Шмидт предъявил нотариально заверенную копию с копии Указа об отставке, в котором перечислялся его почти столетний боевой путь, и справки, в которых устанавливалось, что он действительно участвовал в обороне Севастополя и имеет право на бесплатный проезд по Российским железным дорогам. 
О нём было доложено харьковскому полицмейстеру К.И. Безсонову. Приняв Шмидта, Безсонов лично проверил его документы и нашёл подозрительным, что Указ об отставке у Шмидта был не в подлиннике, а в копии с копии. Отсутствие подлинника Шмидт объяснил тем, что тот сгорел при пожаре. Полицмейстер стал засыпать Шмидта вопросами о датах: когда был указ, когда сгорел подлинник. Шмидт запутался и указал дату гибели подлинника более ранней датой, чем дата составления копии с него. Обнаружение этой неточности и ряда мелких нарушений в оформлении документов дало основание Безсонову дать приказ на досмотр вещей Шмидта. В вещах обнаружили гусарский мундир образца 1905 года, много бумаг, визитные карточки разных крупных купцов и известных деятелей, собранных по всей России, и выписки из судебных дел, из которых выяснилось, что Шмидт был трижды судим судами Могилёва, Москвы и Владикавказа по статье 1412 Уголовного уложения (мошенничество). Сумма мошеннических действий Шмидта оценивалась в 400 тысяч рублей. Ветеран был немедленно взят под стражу.
Дальнейшая судьба Андрея Шмидта неизвестна.